# Lengpui
Lengpui (o Lengpvi) è una suddivisione dell'India, classificata come census town, di 2.423 abitanti, nel distretto di Mamit, nello stato federato del Mizoram. In base al numero di abitanti la città rientra nella classe VI (meno di 5.000 persone).

## Geografia fisica
La città è situata a 23° 50' 28 N e 92° 38' 02 E.

## Società

### Evoluzione demografica
Al censimento del 2001 la popolazione di Lengpui assommava a 2.423 persone, delle quali 1.232 maschi e 1.191 femmine. I bambini di età inferiore o uguale ai sei anni assommavano a 405, dei quali 213 maschi e 192 femmine. Infine, coloro che erano in grado di saper almeno leggere e scrivere erano 1.928, dei quali 998 maschi e 930 femmine..